# Vinarce
Vinarce (cyr. Винарце) – wieś w Serbii, w okręgu jablanickim, w mieście Leskovac. W 2011 roku liczyła 2730 mieszkańców.